# Te quiero (álbum)
Te quiero es el título del noveno álbum de estudio grabado por la cantante y actriz mexicana Lucía Méndez.
Fue lanzado al mercado bajo el sello discográfico RCA Ariola en 1985.
Destacaron como sencillos los temas,México, Te quiero, Amor imposible, Yo necesito más amor, Tú y La ola de amor

## Lista de canciones
1. Amor imposible
2. Infinitamente
3. Te quiero
4. No, no más
5. La ola del amor
6. México
7. Corazón de niño
8. Tú
9. Yo necesito más amor
10. A-A-Amor

## Videos
- Te quiero
- La ola del amor
- Amor imposible

- Datos: Q6139489